# Meoneura neottiophila
Meoneura neottiophila is een vliegensoort uit de familie van de Carnidae. De wetenschappelijke naam van de soort is voor het eerst geldig gepubliceerd in 1930 door Collin.